# 홍제동 개미마을
홍제동 개미마을은 서울특별시 서대문구 홍제동 인왕산 등산로 입구에 자리한 마을로, 한때는 '인디언촌'이라는 이름으로 불리었으나, 2009년 서대문구와 금호건설의 '빛 그린 어울림 마을(프로그램)'으로 지금의 명칭으로 변화했다.

## 개요 및 역사
6.25 전쟁 당시 피난민들이 판자로 만든 집에서 옹기종기 모여살던 달동네였다. 가파른 언덕 위에 빽빽하게 들어선 집들과 피난민들의 모습 때문에 '인디언촌'이라고 불리었던 것으로 추정된다.
낙후된 개미마을을 개선하기 위해 2009년 금호건설이 '빛 그린 어울림 마을' 프로그램을 시행했다. 금호건설이 기획한 이번 벽화마을 프로젝트는 낙후된 지역을 아름다운 벽화거리로 바꾸는 자원봉사활동이다. 이날 봉사활동에는 추계예술대학, 성균관대, 상명대, 한성대, 건국대 등 5개 대학 미술전공 학생 128명이 참여했다. 학생들은 홍제동 `개미마을` 49가구를 대상으로 `환영` `가족` `자연친화` `영화같은 인생` `끝 그리고 시작` 등 5개의 주제로 벽화를 그렸다.
 집집 마다 다양한 벽화들이 그려져 있는 지금의 개미마을은 홍제동의 관광 명소로 사랑받고 있다.
영화 '7번방의 선물'에서도 홍제동 개미마을을 볼 수 있다. 1000만 관객을 울린 영화 ‘7번방의 선물’은 여섯 살 지능을 가진 사내 용구(류승룡)가 지독한 누명을 쓰는 얘기다. 교도소에 가기 전 용구가 초등학생 딸 예승이(갈소원)와 오순도순 살던 산동네가 바로 서울 서대문구 홍제 3동의 개미마을이다.
또한 홍제동 개미마을은 서울의 몇 남지 않은 달동네 가운데 한 곳이다. 210여 가구의 주민 420여 명이 살고 있다. 인간도시컨센서스가 제6회 <인간도시올레> 장소로 정한 곳이다.

## 교통
서울 지하철 3호선 홍제역 1번 혹은 2번 출구로 나와 마을버스 7번 탑승 후 종점에서 하차한다.